# The Splendid Road
The Splendid Road is een Amerikaanse western uit 1925 onder regie van Frank Lloyd. De film is wellicht zoekgeraakt.

## Verhaal
Sandra De Hault komt tijdens de goudkoorts in 1849 aan in Sacramento. Ze heeft een boottocht achter de rug en tijdens de reis heeft Sandra drie weeskinderen geadopteerd. Ze wordt uit de handen van een dronkenman gered door Stanton Halliday, een agent van een rijke bankier. Ze worden verliefd op elkaar, maar Sandra verbreekt de romance, omdat ze de carrière van Stanton niet in de weg wil staan.

## Rolverdeling
| Acteur           | Personage          |
| ---------------- | ------------------ |
| Anna Q. Nilsson  | Sandra De Hault    |
| Robert Frazer    | Stanton Halliday   |
| Lionel Barrymore | Dan Clehollis      |
| Edward Davis     | John Grey          |
| Roy Laidlaw      | Kapitein Sutter    |
| DeWitt Jennings  | Kapitein Bashford  |
| Russell Simpson  | Kapitein Lightfoot |
| George Bancroft  | Buck Lockwell      |
| Gladys Brockwell | Zus van Satan      |
| Pauline Garon    | Angel Allie        |
| Marceline Day    | Lilian Grey        |
| Mary Jane Irving | Hester Gephart     |
| Mickey McBan     | Billy Gephart      |
| Edward Earle     | Dokter Bidwell     |